# 8489 Boulder
För andra betydelser, se Boulder (olika betydelser).
8489 Boulder eller 1989 TA3 är en asteroid i huvudbältet som upptäcktes den 7 oktober 1989 av den belgiske astronomen Eric W. Elst vid La Silla-observatoriet. Den är uppkallad efter den amerikanska staden Boulder.
Asteroiden har en diameter på ungefär 11 kilometer och den tillhör asteroidgruppen Hygiea.